# WWE Money in the Bank
WWE Money in the Bank est une réunion évènementielle annuelle de catch (lutte Professionnelle) promue, produite et présentée par la World Wrestling Entertainment (WWE) et vidéo-diffusée par paiement à la séance (pay-per-view) ou par abonnement au réseau TV par abonnement de la WWE, le WWE Network. L'évènement s'articule autour du match éponyme, le match à échelles "Money in the Bank", créé par Chris Jericho en 2005 et tenu pour la première fois lors de WrestleMania 21 en 2005, et fut remporté par Edge. Il fut ensuite tenu une fois par an lors des éditions de WrestleMania jusqu'en 2010 (Wrestlemania XXVI). En 2010, la WWE prit la décision de modifier son évènement live de juillet, pour l'articuler autour dudit match : l'évènement éponyme était créé, et se déroula ainsi chaque année depuis sa création en 2010, jusqu'en 2014, où il est décalé au mois de juin. 

## Concept du match à échelles ditMoney in the Bank

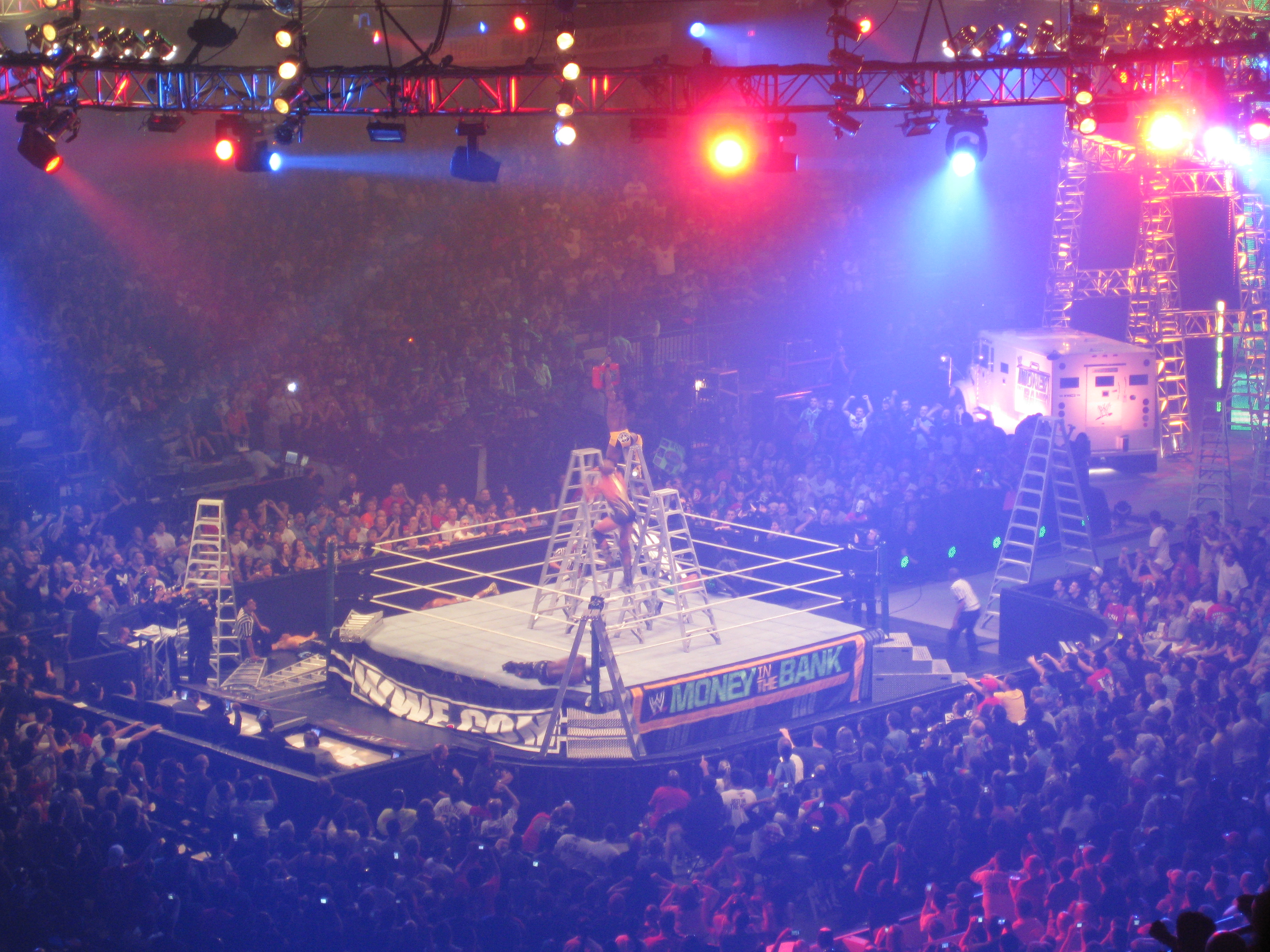
Money in the Bank 2011

Le match à échelles "Money in the Bank", inventé par Chris Jericho lors d'un fameux épisode de son podcast Raw Is Jericho, consiste en un match sans disqualification ni décompte à l'extérieur. Une mallette, contenant un contrat pour un match de championnat pouvant être appliqué à tout moment par son détenteur, est suspendue quelques mètres au-dessus du ring. Au moyen d'une échelle, les participants doivent tenter de la prendre. Le premier catcheur à prendre la mallette est déclaré vainqueur, et entre donc en possession d'un contrat lui permettant de défier un champion, quand il le veut et dans n'importe quelle réunion de catch promue par la WWE, durant douze mois à compter du jour de la victoire.
Il s'agit d'une variante de match à échelles impliquant de 6 à 10 adversaires (parfois moins en cas d'indisponibilité d'un qualifié) et dans lequel il faut attraper une mallette, appelée "Money in the Bank Briefcase", suspendue au plafond par une chaîne. C'est un match sans disqualification, ni décompte extérieur, ni prises bannies, dans lequel les catcheurs peuvent se servir des échelles comme armes, et où d'autres catcheurs peuvent intervenir à volonté durant le match. Le match ne se termine que quand l'un des catcheurs a décroché la mallette. Ce type de match fut réservé aux hommes jusqu'en juin 2017, où fut organisé le premier match à échelles "Money in the Bank" féminin, que remporta Carmella.

## Historique deMoney in the Bank
Pay-per-view exclusif à SmackDown
| #  | Événement                | Date             | Ville                                    | Lieu                                   | Main Event | Vainqueur(e)              | Spectateurs |
| -- | ------------------------ | ---------------- | ---------------------------------------- | -------------------------------------- | --- | ------------------------- | ----------- |
| 1  | Money in the Bank (2010) | 18 juillet 2010  | Kansas City (Missouri)                   | Sprint Center                          | Sheamus (c) contre John Cena dans un Match en cage pour le WWE Championship | Kane (SmackDown)          | 8 000       |
| 1  | Money in the Bank (2010) | 18 juillet 2010  | Kansas City (Missouri)                   | Sprint Center                          | Sheamus (c) contre John Cena dans un Match en cage pour le WWE Championship | The Miz (Raw)             | 8 000       |
| 2  | Money in the Bank (2011) | 17 juillet 2011  | Rosemont (Illinois)                      | Allstate Arena                         | John Cena (c) contre CM Punk dans un Match simple pour le WWE Championship | Daniel Bryan (SmackDown)  | 14 815      |
| 2  | Money in the Bank (2011) | 17 juillet 2011  | Rosemont (Illinois)                      | Allstate Arena                         | John Cena (c) contre CM Punk dans un Match simple pour le WWE Championship | Alberto Del Rio (Raw)     | 14 815      |
| 3  | Money in the Bank (2012) | 15 juillet 2012  | Phoenix (Arizona)                        | US Airways Center                      | John Cena contre Kane contre Big Show contre The Miz contre Chris Jericho dans un Money in the Bank Ladder match pour la mallette du WWE Championship                                                                                               | Dolph Ziggler (SmackDown) | 10 800      |
| 3  | Money in the Bank (2012) | 15 juillet 2012  | Phoenix (Arizona)                        | US Airways Center                      | John Cena contre Kane contre Big Show contre The Miz contre Chris Jericho dans un Money in the Bank Ladder match pour la mallette du WWE Championship                                                                                               | John Cena (Raw)           | 10 800      |
| 4  | Money in the Bank (2013) | 14 juillet 2013  | Philadelphie (Pennsylvanie)              | Wells Fargo Center                     | CM Punk contre Rob Van Dam contre Christian contre Sheamus contre Daniel Bryan contre Randy Orton dans un Money in the Bank "All-Stars" Ladder match pour la mallette du WWE Championship                                                           | Damien Sandow (SmackDown) | 18 147      |
| 4  | Money in the Bank (2013) | 14 juillet 2013  | Philadelphie (Pennsylvanie)              | Wells Fargo Center                     | CM Punk contre Rob Van Dam contre Christian contre Sheamus contre Daniel Bryan contre Randy Orton dans un Money in the Bank "All-Stars" Ladder match pour la mallette du WWE Championship                                                           | Randy Orton (Raw)         | 18 147      |
| 5  | Money in the Bank (2014) | 29 juin 2014     | Boston (Massachusetts)                   | TD Garden                              | Alberto Del Rio contre Randy Orton contre Sheamus contre Cesaro contre Bray Wyatt contre John Cena contre Roman Reigns contre Kane dans un 8-Man Money in the Bank Ladder match pour le WWE World Heavyweight Championship vacant                   | Seth Rollins              | 15 653      |
| 6  | Money in the Bank (2015) | 14 juin 2015     | Columbus (Ohio)                          | Nationwide Arena                       | Seth Rollins (c) contre Dean Ambrose dans un Match à échelles pour le WWE World Heavyweight Championship | Sheamus                   | 15 277      |
| 7  | Money in the Bank (2016) | 19 juin 2016     | Las Vegas (Nevada)                       | T-Mobile Arena                         | Roman Reigns (c) contre Seth Rollins pour le WWE World Heavyweight Championship | Dean Ambrose              | 14 150      |
| 8  | Money in the Bank (2017) | 18 juin 2017     | Saint-Louis (Missouri)                   | Scottrade Center                       | Baron Corbin contre Kevin Owens contre AJ Styles contre Shinsuke Nakamura contre Sami Zayn contre Dolph Ziggler dans le Money in the Bank Ladder match                                                                                              | Carmella                  | 15 392      |
| 8  | Money in the Bank (2017) | 18 juin 2017     | Saint-Louis (Missouri)                   | Scottrade Center                       | Baron Corbin contre Kevin Owens contre AJ Styles contre Shinsuke Nakamura contre Sami Zayn contre Dolph Ziggler dans le Money in the Bank Ladder match                                                                                              | Baron Corbin              | 15 392      |
| 9  | Money in the Bank (2018) | 17 juin 2018     | Rosemont (Illinois)                      | Allstate Arena                         | Samoa Joe contre Bobby Roode contre Finn Bálor contre Kevin Owens contre Braun Strowman contre The Miz contre Rusev contre Kofi Kingston dans le Money in the Bank Ladder match                                                                     | Alexa Bliss               | 15 214      |
| 9  | Money in the Bank (2018) | 17 juin 2018     | Rosemont (Illinois)                      | Allstate Arena                         | Samoa Joe contre Bobby Roode contre Finn Bálor contre Kevin Owens contre Braun Strowman contre The Miz contre Rusev contre Kofi Kingston dans le Money in the Bank Ladder match                                                                     | Braun Strowman            | 15 214      |
| 10 | Money in the Bank (2019) | 19 mai 2019      | Hartford (Connecticut)                   | XL Center                              | Brock Lesnar contre Ricochet contre Drew McIntyre contre Baron Corbin contre Ali contre Finn Bálor contre Andrade contre Randy Orton dans le Money in the Bank Ladder match                                                                         | Bayley                    | 15 700      |
| 10 | Money in the Bank (2019) | 19 mai 2019      | Hartford (Connecticut)                   | XL Center                              | Brock Lesnar contre Ricochet contre Drew McIntyre contre Baron Corbin contre Ali contre Finn Bálor contre Andrade contre Randy Orton dans le Money in the Bank Ladder match                                                                         | Brock Lesnar              | 15 700      |
| 11 | Money in the Bank (2020) | 10 mai 2020      | Stamford (Connecticut) Orlando (Floride) | Siège de la WWE WWE Performance Center | Asuka contre Shayna Baszler contre Nia Jax contre Dana Brooke contre Lacey Evans contre Carmella et Rey Mysterio contre Aleister Black contre Daniel Bryan contre King Corbin contre Otis contre AJ Styles dans les Money in the Bank Ladder matchs | Asuka                     | 0           |
| 11 | Money in the Bank (2020) | 10 mai 2020      | Stamford (Connecticut) Orlando (Floride) | Siège de la WWE WWE Performance Center | Asuka contre Shayna Baszler contre Nia Jax contre Dana Brooke contre Lacey Evans contre Carmella et Rey Mysterio contre Aleister Black contre Daniel Bryan contre King Corbin contre Otis contre AJ Styles dans les Money in the Bank Ladder matchs | Otis                      | 0           |
| 12 | Money in the Bank (2021) | 18 juillet 2021  | Fort Worth (Texas)                       | Dickies Arena                          | Roman Reigns (c) contre Edge dans un Match simple pour le WWE Universal Championship | Nikki A.S.H               | 14 541      |
| 12 | Money in the Bank (2021) | 18 juillet 2021  | Fort Worth (Texas)                       | Dickies Arena                          | Roman Reigns (c) contre Edge dans un Match simple pour le WWE Universal Championship | Big E                     | 14 541      |
| 13 | Money in the Bank (2022) | 2 juillet 2022   | Las Vegas (Nevada)                       | MGM Grand Garden Arena                 | Seth "Freakin" Rollins contre Drew McIntyre contre Sheamus contre Omos contre Sami Zayn contre Riddle contre Madcap Moss contre Theory | Liv Morgan                | 12 076      |
| 13 | Money in the Bank (2022) | 2 juillet 2022   | Las Vegas (Nevada)                       | MGM Grand Garden Arena                 | Seth "Freakin" Rollins contre Drew McIntyre contre Sheamus contre Omos contre Sami Zayn contre Riddle contre Madcap Moss contre Theory | Theory                    | 12 076      |
| 14 | Money in the Bank (2023) | 1er juillet 2023 | Londres ( Royaume-Uni)                   | O2 Arena                               | The Usos (Jimmy et Jey Uso) contre Roman Reigns et Solo Sikoa (avec Paul Heyman) | Damian Priest             | 18 885      |
| 14 | Money in the Bank (2023) | 1er juillet 2023 | Londres ( Royaume-Uni)                   | O2 Arena                               | The Usos (Jimmy et Jey Uso) contre Roman Reigns et Solo Sikoa (avec Paul Heyman) | Iyo Sky                   | 18 885      |
| 15 | Money in the Bank (2024) | 6 juillet 2024   | Toronto ( Canada)                        | Scotiabank Arena                       | Cody Rhodes, Kevin Owens et Randy Orton contre The Bloodline (Solo Sikoa, Tama Tonga et Jacob Fatu) (avec Tonga Loa) | Drew McIntyre             | 19 858      |
| 15 | Money in the Bank (2024) | 6 juillet 2024   | Toronto ( Canada)                        | Scotiabank Arena                       | Cody Rhodes, Kevin Owens et Randy Orton contre The Bloodline (Solo Sikoa, Tama Tonga et Jacob Fatu) (avec Tonga Loa) | Tiffany Stratton          | 19 858      |
| 16 | Money in the Bank (2025) | 7 juin 2025      | Los Angeles (Californie)                 | Intuit Dome                            | Cody Rhodes et Jey Uso contre John Cena et Logan Paul | Seth Rollins              |             |
| 16 | Money in the Bank (2025) | 7 juin 2025      | Los Angeles (Californie)                 | Intuit Dome                            | Cody Rhodes et Jey Uso contre John Cena et Logan Paul | Naomi                     |             |